# El Tiempo (Ecuador)
El Tiempo fue un periódico público regional ecuatoriano, con sede en la ciudad de Cuenca, que circuló entre 1955 y 2020.

## Historia
Fundado el 12 de abril de 1955 por Humberto Toral León, circuló inicialmente como un bisemanario de propiedad privada. Poco después, su publicación pasó a ser interdiaria, siendo lanzado los martes, jueves y sábados. A partir de 1971 pasó a ser un diario vespertino. Desde 1980 aumentó su tiraje a 7000 ejemplares, convirtiéndose en 2005 en rotativo matutino. Fue miembro de la Sociedad Interamericana de Prensa (SIP) y de la Asociación Internacional de Marketing de Medios (INMA).
En octubre del 2015 se concretó la venta parcial del 49 % de las acciones de El Tiempo a El Telégrafo EP, de propiedad del Estado ecuatoriano. En mayo del 2016 se completó la adquisición total del paquete accionario por parte de El Telégrafo.
El 31 de mayo de 2020, El Tiempo editó su último número, tras la liquidación de la empresa Medios Públicos del Ecuador por parte del Gobierno de Lenin Moreno Garcés.

## Cuadernillos o revistas adicionales
El Tiempo publicaba además del cuerpo general del periódico algunos cuadernillos o revistas, que también eran continuos en sus fechas específicas. 
- La Pluma: Revista familiar y de variedades. (semanal, domingo)
- Panas: Revista infantil. (semanal, sábado)
- Colorado: Suplemento deportivo.(semanal, lunes)